# Czerep (Krzeszowskie Wzgórza)
Czerep (niem. Todten Kopf, Todtenkopf, 581 m n.p.m.) – wzniesienie w południowej części pasma Krzeszowskich Wzgórz, w obrębie Kotliny Kamiennogórskiej, w Sudetach Środkowych.

## Położenie
Szczyt znajduje się w południowej części Krzeszowskich Wzgórz; stanowi ich południowy kraniec. Na północy, poprzez Przełęcz Żłób łączy się z bezimienną kotą 582 m n.p.m. Zbocza południowe stromo opadają do potoku Kochanówka, który oddziela Krzeszowskie Wzgórza od Zaworów.

## Budowa geologiczna
Masyw zbudowany jest z górnokredowych piaskowców glaukonitowych i mułowców. 

## Roślinność
Wierzchołek jak i większość pasma porośnięty lasem świerkowym, niżej, od wschodu i zachodu rozciągają się łąki.